# لوغان كلارك
لوغان كلارك (بالإنجليزية: Logan Clark) هو فنان قتال مختلط أمريكي، ولد في 16 فبراير 1985 في روشستر في الولايات المتحدة.

## وصلات خارجية
- لوغان كلارك على موقع يو إف سي (الإنجليزية)
- لوغان كلارك على موقع شيردوغ (الإنجليزية)